# Elvis-imitator

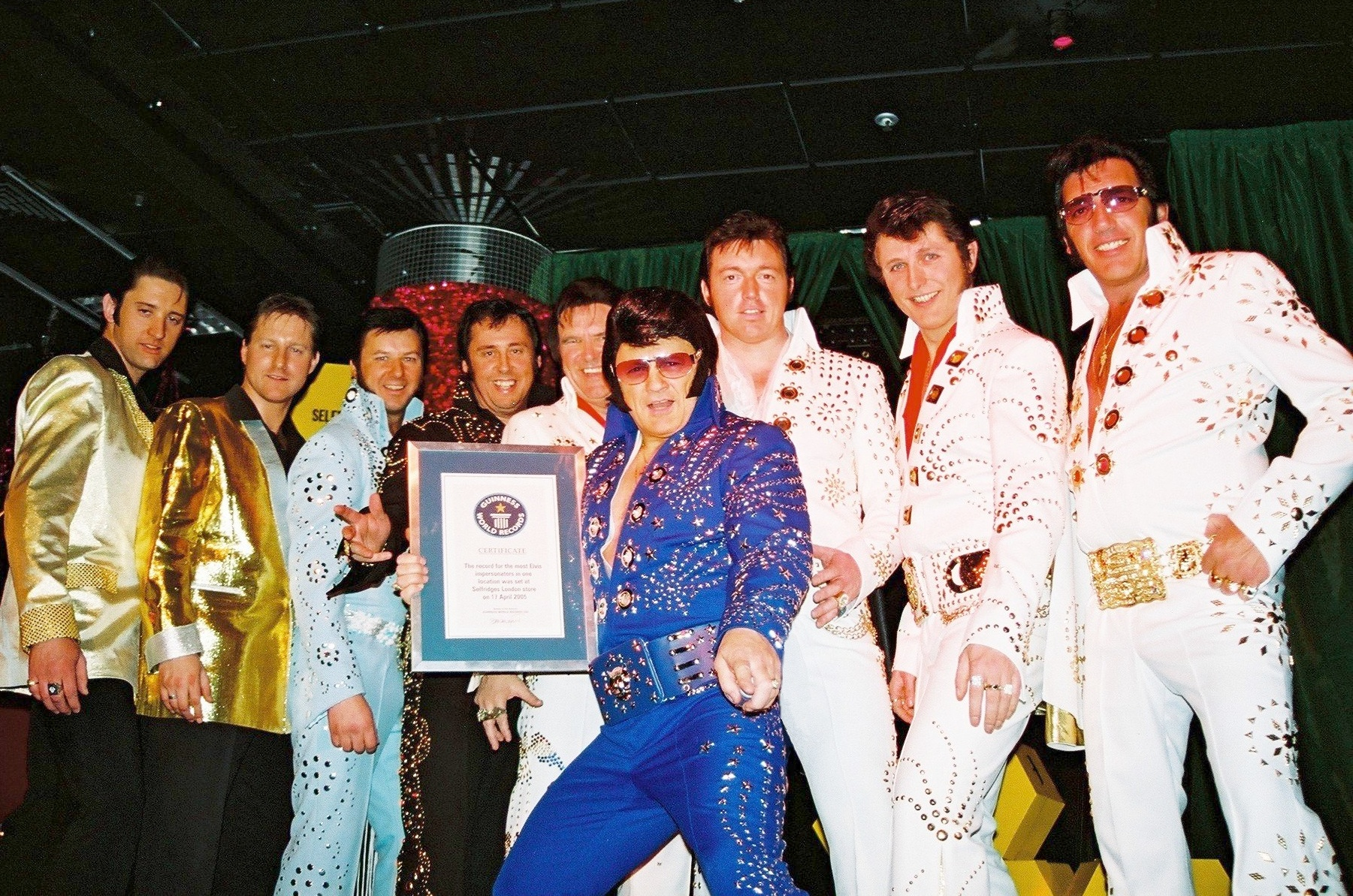
Enkele Elvis-imitators.

Een Elvis-imitator is iemand die de beroemde Amerikaanse zanger Elvis Presley imiteert. Professionele Elvis-imitators treden wereldwijd op en zijn een veel gevraagde act, vanwege Elvis' iconische status. Er zijn mensen die vooral op Elvis willen lijken, terwijl anderen precies willen zingen zoals Elvis dat deed.

## In populaire cultuur
- Komiek Andy Kaufman was de eerste bekende Elvis-imitator. Hij voerde hierbij een act op waarbij hij diverse beroemdheden slecht nadeed. Tegen de tijd dat hij zijn Elvis-imitatie aankondigde verwachtte het publiek er maar weinig van, maar dan verraste Kaufman iedereen met een buitengewoon knappe imitatie. Kaufman voerde deze act op toen de echte Elvis Presley nog leefde. Naar verluidt voelde Elvis zelf zich er zeer vereerd over.
- Honeymoon in Vegas (1992)
- 3000 Miles to Graceland (2001)
- Bubba Ho-Tep (2002)
- Het personage Leon Van Der Neffe in de stripserie De Kiekeboes is in zijn vrije tijd Elvis-imitator.
- De bekendste Vlaamse Elvis-imitator was wijlen Vick Beasley.